# جورج غوتز (لاعب كرة قاعدة)
جورج غوتز (بالإنجليزية: George Goetz)‏ هو لاعب كرة قاعدة أمريكي، (ولد في غرينكاستل في الولايات المتحدة 1865  م).

## وصلات خارجية
- جورج غوتز على موقعبيزبول رفرنس.كوم (الدوري الرئيسي) (الإنجليزية)
- جورج غوتز على موقعبيزبول رفرنس.كوم (الدوري الثانوي) (الإنجليزية)